# Poschmühl
Poschmühl ist ein Gemeindeteil von Hausham im oberbayerischen Landkreis Miesbach.

## Ortsbeschreibung
Der Weiler Poschmühl liegt an der Schlierach auf halbem Weg zwischen Miesbach und Hausham.

## Bevölkerungsentwicklung
Um 1871 lebten in Poschmühl fünf Einwohner. Um 1950 stieg die Bevölkerungszahl auf 25 Einwohner an. Im Mai 1987 gab es 24 Einwohner in fünf Wohngebäuden, die auf zehn Wohnungen aufgeteilt waren.
| Jahr      | 1871 | 1925 | 1950 | 1970 | 1987 |
| Einwohner | 5    | 16   | 25   | 22   | 24   |